# 張衍 (明朝)
張衍，福建福州府闽县人，明朝政治人物、進士出身。

## 生平
永樂十八年，福建庚子乡试中舉。永樂二十二年，登甲辰科進士，授刑部主事。